# 辛塞萊霍
辛塞萊霍（西班牙語：Sincelejo，西班牙語發音：[sinseˈlexo]）是哥倫比亞的城市，位於該國北部，也是苏克雷省的省会，距離巴蘭基亞220公里，始建於1776年11月21日，面積为278.4平方公里，海拔高度213米，2016年人口为279,031。